# Alcis atschana
Alcis atschana är en fjärilsart som beskrevs av Eugen Wehrli 1943. Alcis atschana ingår i släktet Alcis och familjen mätare. Inga underarter finns listade i Catalogue of Life.